# وارنر نورتن غراب
وارنر نورتن غراب (بالإنجليزية: Warner Norton Grubb)‏ هو شخصية أعمال أمريكي، ولد في 29 أبريل 1900 في فيلادلفيا في الولايات المتحدة، وتوفي في 13 فبراير 1947 في نيويورك في الولايات المتحدة بسبب لمفوما.